# Zomerlust (Haarlem)
Huis Zomerlust, ook wel slechts Zomerlust genoemd is een historische buitenplaats in de Noord-Hollandse stad Haarlem, gelegen in de wijk Houtvaartkwartier in Haarlem Zuid-West. De buitenplaats bevindt zich aan de Wagenweg, aan de rand van de Haarlemmerhout, en ontstond in de 18e eeuw als overplaats van de nabijgelegen buitenplaats Bosch en Vaart. Het gebouw bestaat uit een 18e- en 19e-eeuwse vleugel, met aangrenzend een koetshuis. Sinds 17 oktober 1973 is Zomerlust aangewezen als rijksmonument.

## Geschiedenis
Al vóór 1676 stond er een huis op de locatie van het latere Zomerlust. In dat jaar ging het huis met bijbehorend erf over van Haesje Payer op Frans Claesz. Tussen 1693 en 1695 werd het pand omgevormd tot een herberg, die bekendstond onder de naam Nieuwe Hout of mogelijk als De (Vriesche) Koedrift.
In 1753 werd de herberg aangekocht door koopman Willem Nicolaasz Kops, eigenaar van de tegenovergelegen buitenplaats Bosch en Vaart. Hij maakte er een overplaats van. Een jaar later werd op het terrein een buitenverblijf gebouwd, bestaande uit een huismanswoning, een hooihuis en een tuinkoepel. In de tweede helft van de 18e eeuw ontwikkelde Zomerlust zich tot een zelfstandige buitenplaats.
In 1805 kwam het perceel in bezit van koopman Zacharias Kemper, die het huis in 1808 liet uitbreiden met een voorhuis, ontworpen door architect Jacob Martens. In de jaren daarna werd het pand bewoond door verschillende leden van de familie Kemper. Vanaf 1881 vonden diverse restauraties plaats. In 1907 werd de 18e-eeuwse tuinkoepel gesloopt.

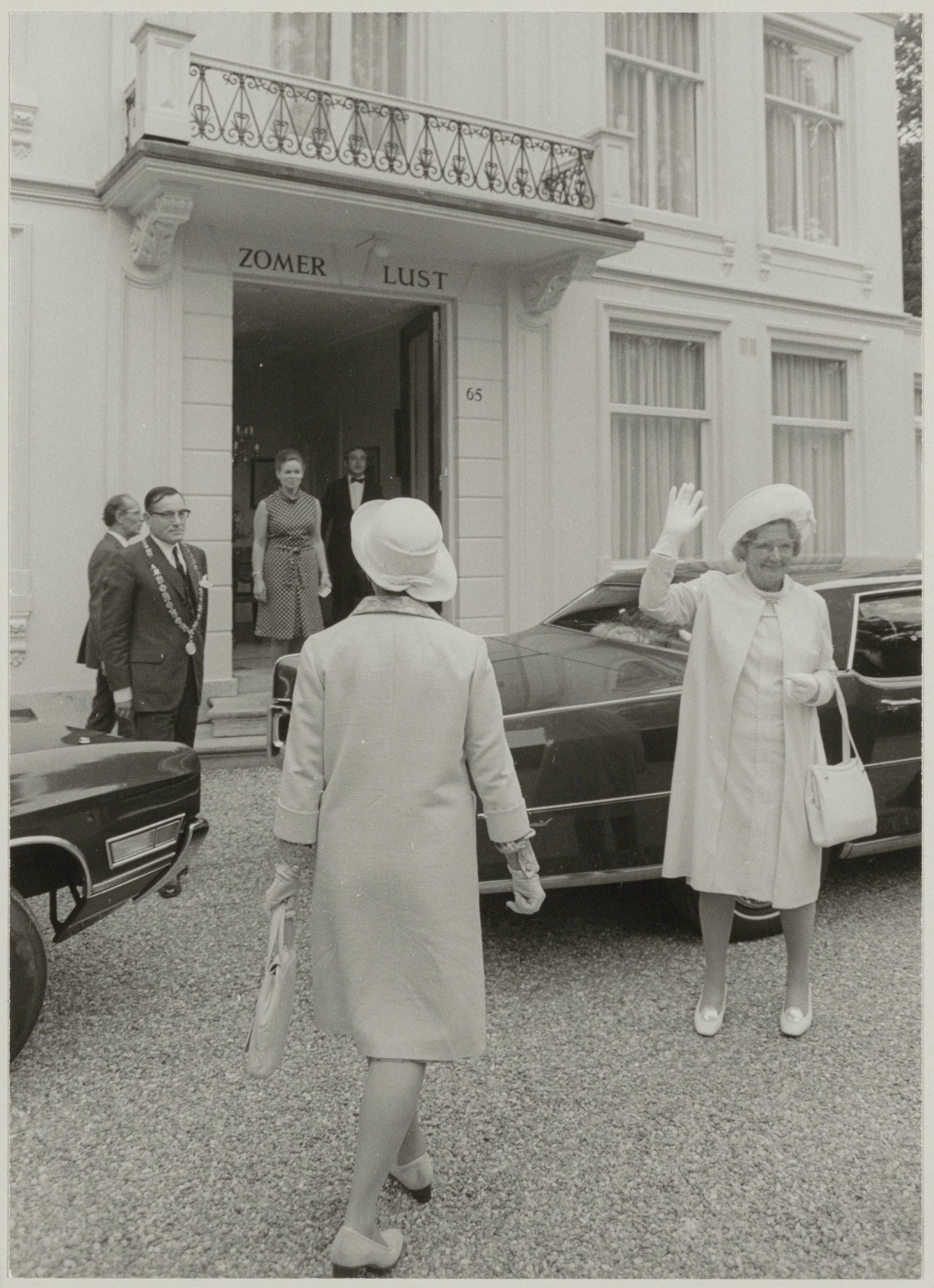
H.M. koningin Juliana bezoekt Haarlem, aankomst bij huize "Zomerlust", Wagenweg 65, ambtswoning van burgemeester De Gou

In 1967 bestonden er plannen om de buitenplaats te slopen en op het terrein twintig flats voor alleenstaanden te bouwen. Deze plannen zijn niet uitgevoerd. Zomerlust diende vervolgens als ambtswoning van burgemeester De Gou, die er in 1972 onder andere koningin Juliana ontving. Tegenwoordig is Zomerlust in particulier bezit.